# Paul Eickelberg
Paul Eickelberg (Mitau, 10 de febrero de 1939) es un expiloto de motociclismo alemán que compitió en el Campeonato del Mundo de Motociclismo desde 1968 hasta 1974. Su mejor temporada fue en 1972 cuando consiguió un podio en el Gran Premio de Yugoslavia de 1972 de 500cc.

## Resultados en el Campeonato del Mundo
Sistema de puntuación desde 1950 hasta 1968:
| Posición | 1.º | 2.º | 3.º | 4.º | 5.º | 6.º |
| Puntos   | 8   | 6   | 4   | 3   | 2   | 1   |

Sistema de puntuación desde 1969 hasta 1987:
| Posición | 1.º | 2.º | 3.º | 4.º | 5.º | 6.º | 7.º | 8.º | 9.º | 10.º |
| Puntos   | 15  | 12  | 10  | 8   | 6   | 5   | 4   | 3   | 2   | 1    |

### Carreras por año
(Carreras en negrita indica pole position; Carreras en cursiva indica vuelta rápida)
| Año  | Clase | Equipo    | 1       | 2       | 3       | 4       | 5     | 6      | 7       | 8      | 9       | 10      | 11      | 12      | 13    | Pts. | Pos. |
| ---- | ----- | --------- | ------- | ------- | ------- | ------- | ----- | ------ | ------- | ------ | ------- | ------- | ------- | ------- | ----- | ---- | ---- |
| 1968 | 500cc | Norton    | GER 10  | ESP 9   |         | IOM -   | NED - | BEL -  | RDA -   | CZE -  | FIN -   | ULS -   | NAT -   |         |       | 0    | -    |
| 1969 | 250cc | Aermacchi | ESP -   | GER -   | FRA -   | IOM -   | NED - | BEL 14 | RDA -   | CZE -  | FIN -   | ULS -   | NAT -   | YUG -   |       | 0    | -    |
| 1969 | 500cc | Norton    | ESP -   | GER -   | FRA -   | IOM -   | NED - | BEL 11 | RDA -   | CZE -  | FIN -   | ULS -   | NAT -   | YUG -   |       | 0    | -    |
| 1970 | 350cc | Aermacchi | GER Ret |         | YUG 10  | IOM -   | NED - |        | RDA -   | CZE -  | FIN -   | ULS -   | NAT -   | ESP -   |       | 0    | -    |
| 1970 | 500cc | Norton    | GER 19  | FRA -   | YUG -   | IOM -   | NED - | BEL -  | RDA -   |        | FIN -   | ULS -   | NAT -   | ESP -   |       | 0    | -    |
| 1971 | 125cc | Maico     | AUT -   | GER -   | IOM -   | NED Ret | BEL - | RDA -  | CZE -   | SWE -  | FIN 14  |         | NAT 17  | ESP -   |       | 0    | -    |
| 1971 | 500cc | Yamaha    | AUT -   | GER -   | IOM -   | NED 9   | BEL - | RDA -  |         | SWE -  | FIN 10  | IRL -   | NAT Ret | ESP -   |       | 3    | 42.º |
| 1972 | 125cc | Maico     | GER -   | FRA -   | AUT -   | NAT -   | IOM - | YUG -  | NED -   | BEL -  | RDA -   | CZE -   | SWE -   | FIN 13  | ESP - | 0    | -    |
| 1972 | 500cc | König     | GER -   | FRA -   | AUT -   | NAT -   | IOM - | YUG 3  | NED 8   | BEL -  | RDA -   | CZE -   | SWE -   | FIN Ret | ESP - | 13   | 16.º |
| 1973 | 125cc | Maico     | FRA -   | AUT Ret | GER Ret | NAT -   | IOM - | YUG 10 | NED 8   | BEL 17 | CZE -   | SWE -   | FIN -   | ESP -   |       | 8    | 20.º |
| 1973 | 500cc | König     | FRA -   | AUT Ret | GER Ret |         | IOM - | YUG 14 | NED Ret | BEL 6  | CZE Ret | SWE -   | FIN 5   | ESP Ret |       | 11   | 18.º |
| 1974 | 500cc | Paton     | FRA DNS | GER -   | AUT 9   | NAT Ret | IOM - | NED 12 | BEL 9   | SWE -  | FIN Ret | CZE Ret |         |         |       | 4    | 29.º |